# La Foi et les Montagnes
La Foi et les Montagnes ou le 7e art au passé est un livre de souvenirs du cinéaste Henri Fescourt publié en 1959 par les éditions Paul Montel.
Pour Francis Lacassin, « cet ouvrage n'est pas seulement le portrait d'une époque ou le récit d'une carrière, mais le livre d'une conversion au monde des images, du développement de sa foi, de sa participation à la croisade pour le septième art. »

## Distinction
- Prix Armand-Tallier (prix littéraire du Syndicat français de la critique de cinéma) 1961[2],[3]

## Éditions
- Paul Montel, 1959
- Éditions d'aujourd'hui, coll. « Les Introuvables », 1980[4]